# Heinkel P.1079
O Heinkel P.1079 foi uma linha de aeronaves planeada pela Heinkel. Seriam caças capazes de efectuar combate diurno e nocturno. Três variantes foram planeadas, a A, a B e a B-2, e seriam aeronaves que juntariam o melhor da tecnologia radar, trabalho de equipa e bom alcance.

## Variantes
Três variantes do P.1079 foram planeadas:
- He P.1079A - Caça a jato bimotor monoplano, com asa em flecha a 35 graus e cauda em V.[2]
- He P.1079B - Caça a jato bimotor monoplano, com asa em formato de gaivota e cauda vertical. Poderia também ser usado como caça pesado em qualquer condição atmosférica.[3]
- He P.1079B-2 (Entwurf II) - Última variantes do P.1079, seria um caça sem cauda, com asas em flecha.[4]